# Станка, Лучо
Лучо Станка (итал. Lucio Stanca; род. 20 октября 1941, Лучера, Апулия) — итальянский предприниматель и политик, министр без портфеля с полномочиями в сфере инновации и технологий (2001—2006).

## Биография
Родился 20 октября 1941 года в Лучере (провинция Фоджа), получил высшее экономическое образование в университете Боккони. С 1968 года работал в транснациональной корпорации IBM, среди прочих должностей занимал в период с 1980 по 1983 год пост помощника президента, также являлся коммерческим директором. В январе 1987 года стал заместителем генерального директора по маркетингу и обслуживанию, в ноябре того же года — генеральным управляющим центрального региона в IBM Europe. В июле 1991 года назначен главным исполнительным директором компании IBM Semea, которая включала в себя IBM Italia и действовала в Южной Европе, на Ближнем Востоке и в Африке. В 1992 году избран председателем совета директоров IBM Semea, 5 ноября 1992 года стал вице-президентом IBM.
10 июня 2001 года при формировании второго правительства Берлускони назначен министром без портфеля, получив в своё ведение вопросы инноваций и технологий.
23 апреля 2005 года в качестве беспартийного министра сохранил свою должность в третьем правительстве Берлускони.
В 2006 году избран в Сенат Италии от Пьемонта.
В 2008 году избран в Палату депутатов XVI созыва в качестве кандидата от Народа свободы во 2-м избирательном округе Пьемонта и оставался в парламенте до 2013 года.
В 2009 году назначен главным исполнительным директором компании Expo Milano 2015 S.p.A., занимавшейся организацией Всемирной выставки 2015 года в Милане. 24 июня 2010 года ушёл в отставку из-за обвинений в получении двойного оклада — при выплатах 450 тысяч евро в год от Expo, он оставался депутатом парламента.

## Труды
- I profumi di casa (2012)
- L’Italia vista da fuori e da dentro. «Wrong or right, it’s my Country» (2013)